# 三个等级喷泉
三个等级喷泉（法语：Fontaine des trois ordres），又称百年喷泉（法语：Fontaine du centenaire），是法国奧弗涅-羅訥-阿爾卑斯大區格勒诺布尔的一个纪念性雕塑，位于圣母院广场（法语：Place Notre-Dame）。雕塑纪念法国大革命前夕，1788年夏季在格勒诺布尔发生的事件——砖瓦之日（journée des Tuiles）和维济耶集会（Réunion des états généraux du Dauphiné）。它由亨利·丁雕刻，于1897年揭幕，菲利·福尔总统在场。

## 历史
在使格勒诺布尔成为法国大革命摇篮的1788年夏季事件（砖瓦之日和维济耶集会）100周年前夕，1886年8月，议员古斯塔夫·里维特发起建造多菲内革命一百周年纪念碑的想法。格勒诺布尔雕塑家、该市美术学院教授亨利·丁获选建造这座雕塑。

## 描述
圆形底座直径12米，基座高9米，顶部有三个卡拉拉大理石人像，在人权周围如兄弟般地和解。这些人物象征着旧制度下多菲内社会的三个等级：神职人员、贵族和第三等级。

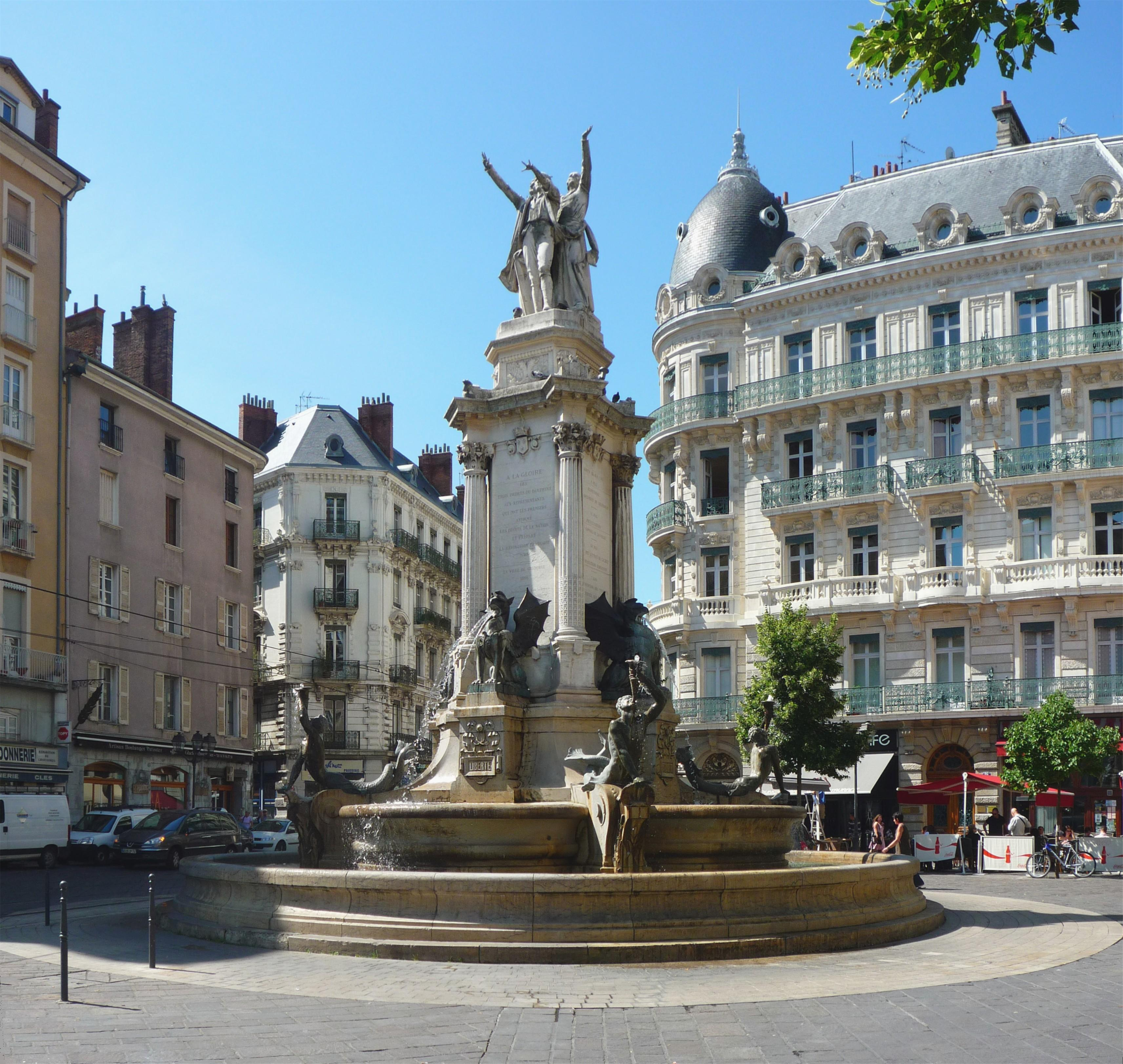
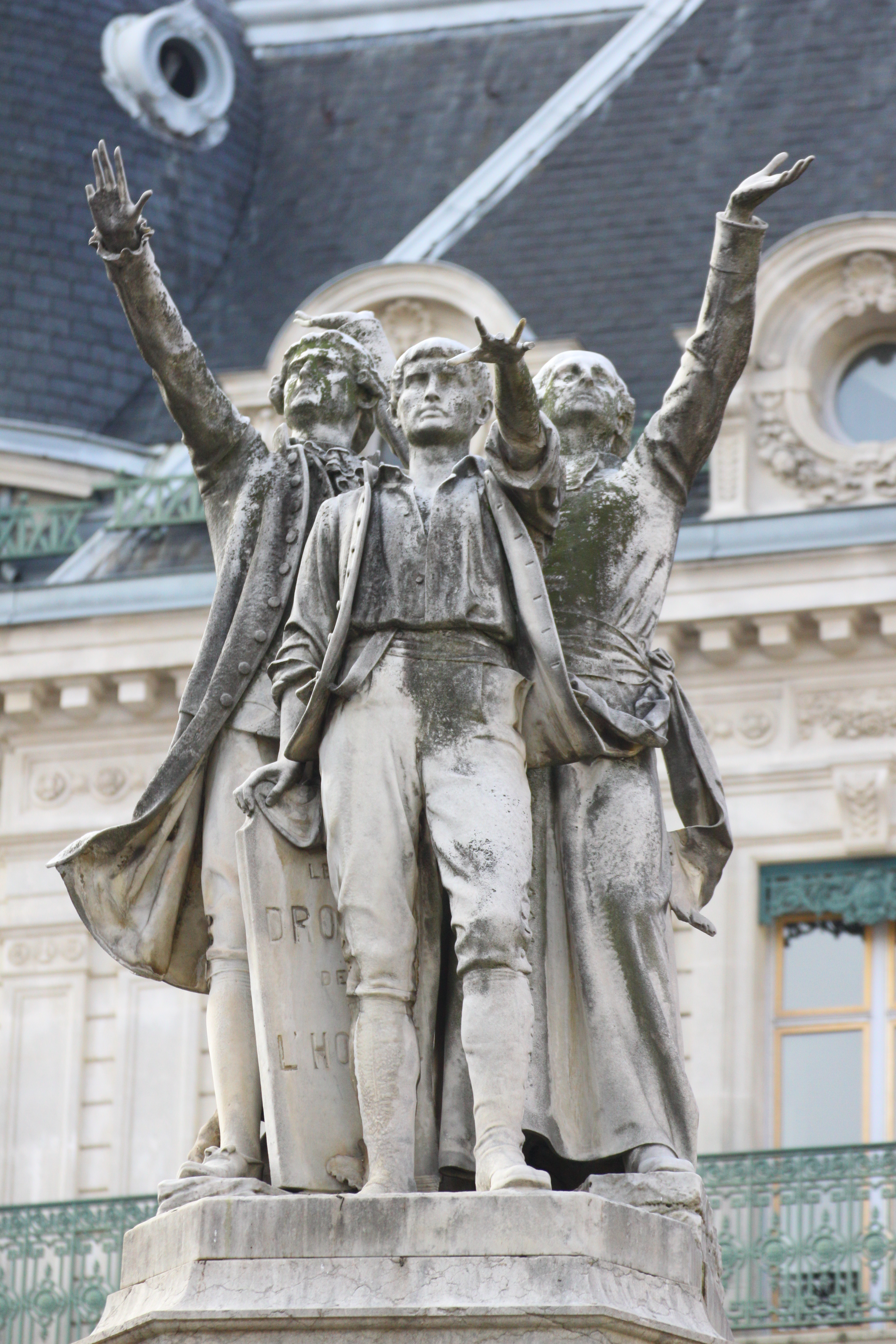
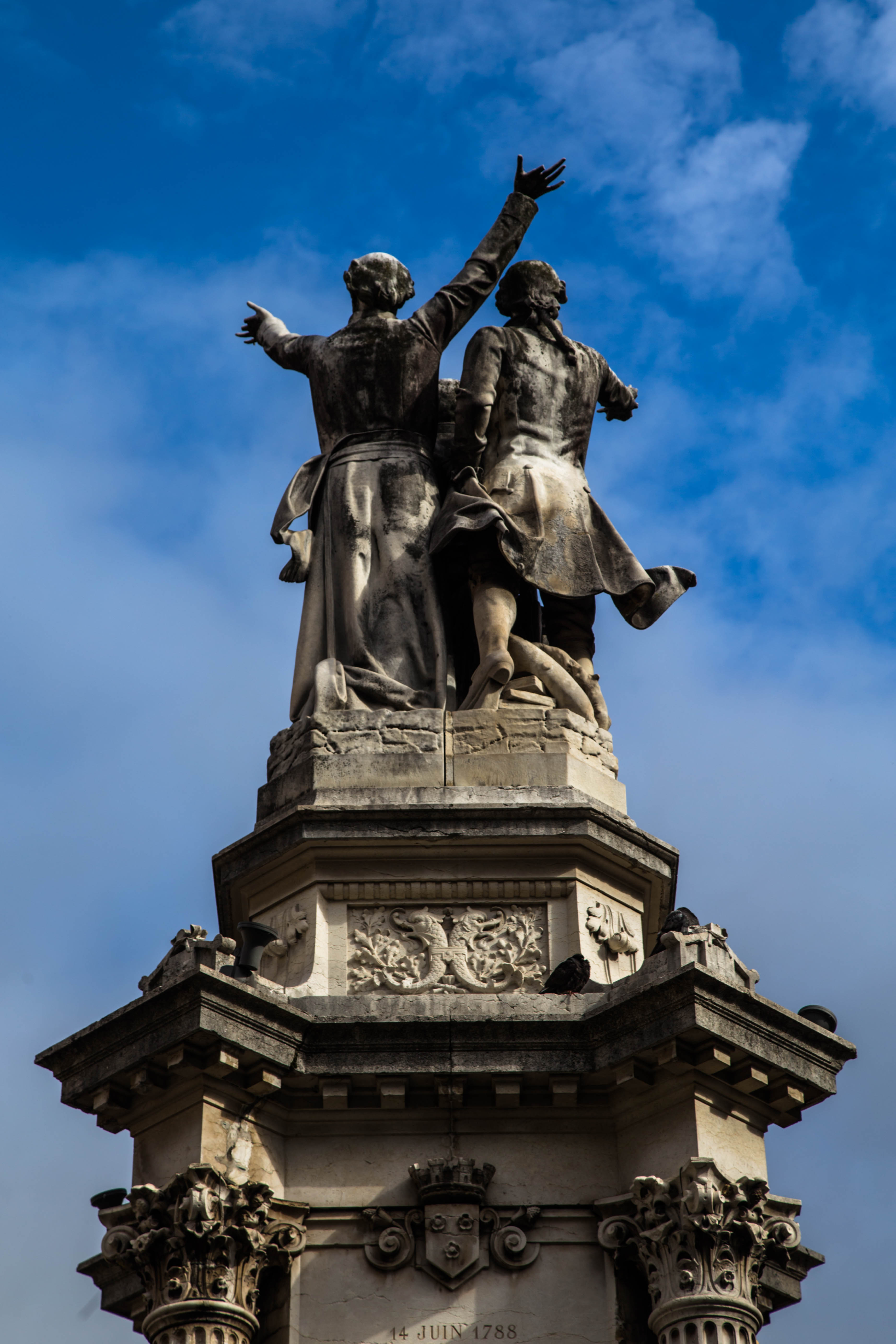
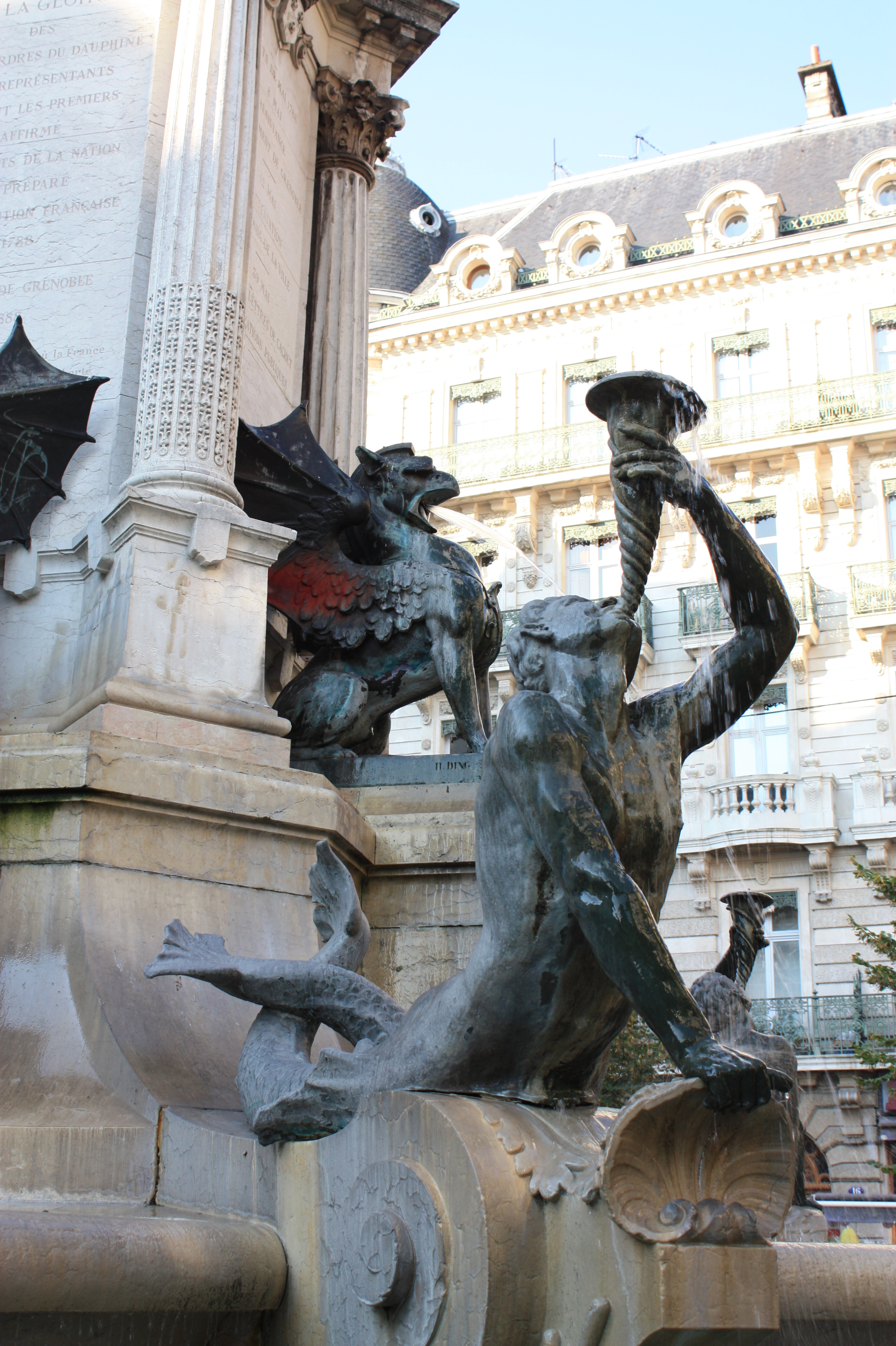
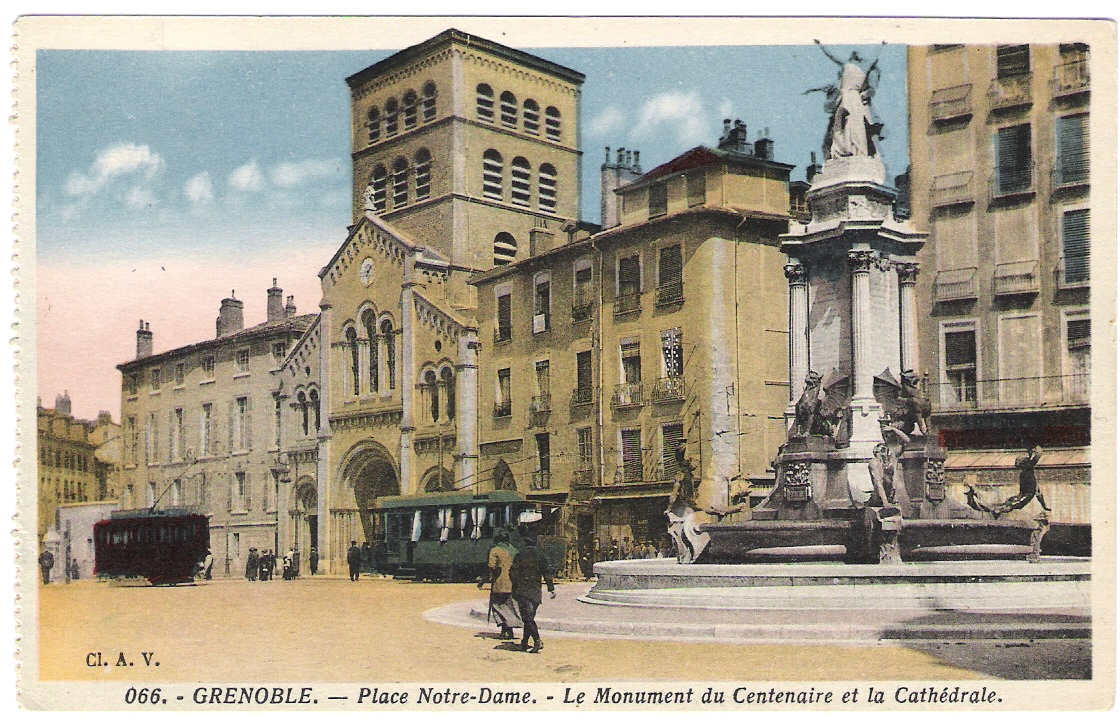